# Denis Makarov
Denis Evgen'evič Makarov (in russo Дени́с Евге́ньевич Мака́ров?; Togliatti, 18 febbraio 1998) è un calciatore russo, centrocampista della Dinamo Mosca.

## Caratteristiche tecniche
È un centrocampista offensivo.

## Carriera

### Club
Cresciuto nella Konoplya Academy, nel 2017-2018 ha giocato nell'Orenburg-2 segnando 5 gol in 23 incontri di 2. Division. Al termine della stagione è stato acquistato dal Neftechimik dove è rimasto per una stagione e mezza, prima di passare al Rubin il 6 gennaio 2020.
Ha debuttato in Prem'er-Liga il 1º marzo seguente in occasione dell'incontro pareggiato 0-0 contro il Tambov.

### Nazionale
Ha partecipato agli Europei Under-21 del 2021, venendo anche nominato nella squadra del torneo; ha inoltre partecipato con la nazionale maggiore agli Europei del 2020 (disputati in realtà nell'estate del 2021 per via della pandemia di Covid-19).

## Palmarès

### Individuale
- Squadra del torneo degli Europei Under-21: 1

Ungheria-Slovenia 2021